# زباده
زبادة (به عربی: زبادة) یک منطقهٔ مسکونی در سوریه است که در استان حما واقع شده‌است.

## خصوصیات
زبادة ۷۵۳ نفر جمعیت دارد.